# Mistrovství Evropy ve volejbale žen 1949
1. mistrovství Evropy ve volejbale žen proběhlo v dnech 10. – 18. září v Praze v Československu.
Turnaje se zúčastnilo sedm družstev. Hrálo systémem každý s každým. Mistrem Evropy se stalo družstvo Sovětského svazu.

## Výsledky a tabulka
|    |            | URS | TCH | POL | ROM | FRA | HUN | NED | V | P | Skóre | B  |
| 1. | SSSR       | *** | 3:0 | 3:0 | 3:0 | 3:0 | 3:0 | 3:0 | 6 | 0 | 18:0  | 12 |
| 2. | ČSR        | 0:3 | *** | 3:0 | 3:0 | 3:0 | 3:0 | 3:0 | 5 | 1 | 15:3  | 11 |
| 3. | Polsko     | 0:3 | 0:3 | *** | 3:0 | 3:0 | 3:0 | 3:0 | 4 | 2 | 12:6  | 10 |
| 4. | Rumunsko   | 0:3 | 0:3 | 0:3 | *** | 3:1 | 3:1 | 3:0 | 3 | 3 | 9:11  | 9  |
| 5. | Francie    | 0:3 | 0:3 | 0:3 | 1:3 | *** | 3:1 | 3:0 | 2 | 4 | 7:13  | 8  |
| 6. | Maďarsko   | 0:3 | 0:3 | 0:3 | 1:3 | 1:3 | *** | 3:0 | 1 | 5 | 5:15  | 7  |
| 7. | Nizozemsko | 0:3 | 0:3 | 0:3 | 0:3 | 0:3 | 0:3 | *** | 0 | 6 | 0:18  | 6  |

 Československo -  Francie 3:0 (3, 0, 9)
10. září 1949 - Praha
 Rumunsko -  Maďarsko 3:1
10. září 1949 - Praha
 SSSR -  Polsko 3:0 (13, 4, 3)
10. září 1949 - Praha
 Polsko -  Rumunsko 3:0 (10, 3, 7)
11. září 1949 - Praha
 Francie -  Maďarsko 3:1 (-15, 12, 2, 11)
11. září 1949 - Praha
 Československo -  Nizozemsko 3:0 (8, 0, 1)
12. září 1949 - Praha
 Polsko -  Francie 3:0 (13, 7, 6)
13. září 1949 - Praha
 Maďarsko -  Nizozemsko 3:0 (1, 4, 3)
13. září 1949 - Praha
 SSSR -  Rumunsko 3:0
13. září 1949 - Praha
 Polsko -  Nizozemsko 3:0 (0, 6, 4)
14. září 1949 - Praha
 Československo -  Maďarsko 3:0 (2, 6, 1)
14. září 1949 - Praha
 SSSR -  Francie 3:0 (1, 4, 2)
14. září 1949 - Praha
 Rumunsko -  Nizozemsko 3:0 (5, 3, 1)
15. září 1949 - Praha
 SSSR -  Maďarsko 3:0
15. září 1949 - Praha
 Československo -  Polsko 3:0 (13, 14, 13)
16. září 1949 - Praha
 SSSR -  Nizozemsko 3:0 (1, 4, 10)
16. září 1949 - Praha
 Rumunsko -  Francie 3:1 (-4, 10, 1, 11)
16. září 1949 - Praha
 SSSR -  Československo 3:0 (10, 14, 11)
17. září 1949 - Praha
 Francie -  Nizozemsko 3:0 (0, 0, 7)
17. září 1949 - Praha
 Polsko -  Maďarsko 3:0 (4, 6, 9)
18. září 1949 - Praha
 Československo -  Rumunsko 3:0 (1, 8, 3)
18. září 1949 - Praha

## Soupisky
1.  SSSR
| - Taissja Barisšniková - Alexandra Čudinová - Militija Kononová - Serafima Kungjirenková | - Valentina Kvasenjiniková - Valentina Oskolková - Tamara Petrovová - Anna Ponomarjovová | - Iraida Sedovová - Valentina Sviridová - Marija Toporková - Alexandra Čarovová |

2.  Československo
| - Jindřiška Holá - Mária Bernovská - Alena Čadilová - Božena Cígrová | - Jitka Cvilinková - Bronislava Dostálová - Jarmila Hroudová - Milena Krimlová | - Naďa Marynčáková - Jaroslava Mirovická - Bohumila Valášková - Zdeňka Zaplatílková |

3.  Polsko
| - Maria Brzesniowska - Aleksandra English - Irena Felchnerowska - Urszula Figwer | - Romualda Gruszczynska - Elzbieta Kurtz - Krystyna Paprota - Maria Pogorzelska | - Halina Ordzechowska - Halina Tomaszewska - Zofia Wojewodzka - Miroslawa Zakrzewska |